# Ratpenat orellut de Waterhouse
El ratpenat orellut de Waterhouse (Macrotus waterhousii) és una espècie de ratpenat que viu a les Bahames, les Illes Caiman, Cuba, la República Dominicana, Guatemala, Haití, Jamaica, Mèxic i Puerto Rico.

## Subespècies
- Macrotus waterhousii bulleri
- Macrotus waterhousii compressus
- Macrotus waterhousii jamaicensis
- Macrotus waterhousii mexicanus
- Macrotus waterhousii minor
- Macrotus waterhousii waterhousii